# Древо пізнання (книга)
Древо пізнання: Біологічні основи людського розуміння (ісп. El Arbol del Conocimiento: Las Bases Biologicas del Conocer Humano, 1984) — книга чилійських біологів У. Матурани та Ф. Варели, в якій автори досліджують пізнання саме як біологічний феномен. Ця книга написана загальнодоступно, а також містить ілюстрації. Окрім цього, книга здобула велику популярність та була перекладена кількома мовами.

## Історія створення
У 1980 році Організація американських країн, яка займалася тоді вивченням проблематики соціальної комунікації та передачі знань, запропонувала авторам прочитати декілька лекцій, що містили б виклад їхнього підходу до комунікації, як до біологічного буття людини. Ці лекції обидва автори читали по черзі з вересня 1980 року. Слухачами цих лекцій переважно були працівники соціальної сфери та адміністратори. Також лекції були записані та перероблені у 1981–1983 роках, а пізніше вже видані у вигляді книги.

## Загальна характеристика
Матуран та Варела вважають, що жива істота — це аутопоезна система . Життя будь-якої такої системи спрямоване на збереження своєї організації, яка, в свою чергу є динамічною, та на «самовідтворення внутрішніх зв'язків». Для такої системи не існує ніякого " зовнішнього середовища ", адже організм є сам по собі замкнутий: він не отримує ніякої зовнішньої інформації про світ, і його «поведінка» відносно до зовнішнього середовища також існує лише для того, хто спостерігає зовні. Для організму існують тільки внутрішні структурні обурення, їх викликають впливи навколишнього середовища, порушують його динамічний баланс і їх внутрішні структурні зміни (ззовні це виглядає як адаптивна поведінка). Але ці зовнішні обурення є лише поштовхом, адже вони провокують реакцію організму, яка в свою чергу є внутрішнім пристроєм та динамікою цієї системи. Отже, пізнання — це не відображення світу, а його внутрішнє моделювання власної моделі світу, яка зовні виглядає як ефективна поведінка. Тому саме життя — це завжди пізнання, а пізнання — це (ефективна) дія. Особливість людини і людського пізнання, в порівнянні з іншими живими істотами, полягає в його соціально-мовній природі: ми створюємо світ разом з іншими людьми.
Вміщену у книзі теорію можна вважати варіантом еволюційної епістемології.

## Зміст
Перша частина книги містить головну для науковців концепцію аутопоези (гл. 2). та погляди Матурани і Варели щодо пізнання (гл. 1). Окрім цього, автори коротко оглядають біологію та еволюцію термінами своєї концепції (гл. 3-5). Далі автори праці, використовуючи цей підхід, пропонують описувати такі соціальні явища як поведінка, мова, свідомость та пізнання.
Розділ 1. Пізнання пізнання . «…Пізнання потрібно розглядати не як уявлення світу „в готовому вигляді“, а швидше як постійне створення світу завдяки процесу самого життя», — зазначено у праці. Наші досвід та знання про світ залежать від нашого біологічного пристрою та від процесу нашої пізнавальної діяльності; світ не створено наперед, проте він народжується для нас через акт пізнання, а пізнання — це дія. Більше того пізнання — це ефективна дія, тобто така, що дозволяє організму існувати в умовах свого середовища.
Розділ 2. Організація живих істот. Щоб зрозуміти сутність пізнання з біологічої точки зору, ми повинні досліджувати не лише нервову систему істоти, а вивчати її як єдине ціле. Живі істоти вирізняються своєю « аутопоезнаою організацією», тобто здатністю самовідтворюватись, «будувати» самих себе. Аутопоезна система начебто «сама з себе висмикує волосся» і тим самим, створюючи власні компоненти, а це, в свою чергу, відбувається «без поділу на виробника та продукт». Таким чином, клітина виробляє компоненти своєї мембрани, без яких та не могла б ні існувати, ні виробляти ці компоненти. Отже, життя визначається саме цією аутопоезною організацією.
Розділ 3. Історія: репродукція та спадковість . Репродукція не є частиною організації живих істот («аутопоезних єдностей»), а тому не може бути визначальним критерієм життя. Тобто, для того щоб взяти участь у репродукції, організм насамперед повинен бути єдиним та організованим цілим. Історична система (покоління, між якими існує історичний взаємозв'язок) утворюється саме внаслідок репродукції. Незважаючи на це, деякі структурні особливості у нащадків зберігаються (спадковість), а інші змінюються (варіація).
Розділ 4. Життя метаклітинних . «Структурне сполучення» може виникнути між декількома аутопоезними сполуками (наприклад, клітинами), якщо між ними є постійна взаємодія. А це, в свою чергу, призводить до взаємозв'язку їх онтогенезів і, як наслідок, утворюється « метаклітинна єдність, або, як її ще називають, другорядна». Проте життєвий цикл будь-якого організму завжди починається з однієї клітини, з якої він розвивається, і репродукція та зміни, що з нею пов'язані, відбуваються саме на цьому етапі. Це також стосується статевого розмноження, яке так само відбувається на цій стадії. Проте деякі багатоклітинні мають здатність розмножуватися простим поділом. З ростом організмів зростає і їх тривалість репродуктивного циклу, тобто скорочується частота зміни поколінь. Але питання про те чи є метаклітинні організми аутопоезними єдностями все ще залишається відкритим.
Розділ 5. Природний дрейф живих істот. Онтогенез — це так званий"структурний дрейф", тобто структурні зміни, що відбуваються в організмі, без порушення його організації та аутопоезу. Таким чином і відбувається адаптація до навколишнього середовища . «Отже, навколишнє середовище виступає тут в ролі „вдосконалювача“, який сортує структурні зміни, які організм зазнає у процесі онтогенезу». Аналогічний процес відбувається також в процесі філогенезіу : еволюція — це безперервний ланцюжок змін, що відбуваються у спадковій лінії організмів на кожній репродуктивній стадії. При цьому, з одного боку, зберігається організація та аутопоезис, а з іншого адаптація, яка також є змінною. У цьому процесі природного «структурного дрейфу» немає зовнішнього втручання, тобто «прогрес чи оптимізація використання навколишнього середовища відсутні, проте адаптація та аутопоезис зберігаються».
Розділ 6. Сфера поведінки . Поведінка організму залежить від структури внутрішніх зв'язків нервової системи . Нервова система є "операційно замкнутою"та внутрішньо детермінованою, а тому навколишнє середовище не визначає і не скеровує зміни нервової системи, воно тільки запускає ці зміни. Після цього в нервовій системі виникають ті чи інші «обурення» на навколишнє середовище, які вона потім повинна компенсувати, в свою чергу, зовні це виражається як «поведінка». Тому хибною є загальноприйнята думка, що організм «отримує інформацію з довкілля і використовує її для побудови образу (репрезентації) світу, і на основі цього образу формує адекватну поведінку». Нервова система не оперує образами світу: « у живому організмі відбуваються лише внутрішні структурні зміни» у відповідь на внутрішні структурні «обурення», що викликані впливом довкілля. Ц і «обурення» відповідають середовищу та добре в ньому «обізнані». Тільки для зовнішнього спостерігача це є «поведінкою» організму в навколишньому середовищі, яке визначається деякими «уявленнями» про неї. Такий вузький шлях між Сциллою та Харібдою «репрезентаціонізму» та соліпсизму .
Розділ 7. Нервова система та пізнання . Поведінка живих істот — це головним чином не взаємодія їх із середовищем, а підтримання певного внутрішнього зв'язку між сенсорною та моторною поверхнями. У багатоклітинних організмів для реалізації цієї сенсомоторной кореляції слугує нервова система, що розширює область поведінки порівняно з прямими сенсо-моторными зв'язками в одноклітинних організмів . Так, те, що з боку виглядає як відсмикування руки від болю, з погляду організму є лише відновленням певної кореляції між сенсорними та моторними нейронами після здійснення зовнішнього впливу на сенсорні нейрони. Зовнішній вплив лише створює поснійний внутрішній баланс сенсомоторних кореляцій, але зовнішній вплив тут не визначає цей баланс. Тому хибним, наприклад, є репрезентаційне трактування зорового сприйняття. Згідно з цим трактуванням образ виникає на сітківці і потім передається далі по нервовій системі, але насправді ці сигнали лише роблять внесок у складні внутрішні цикли нейронних взаємодій. Когнітивістська «комп'ютерна метафора», що називає мозок пристроєм для обробки інформації також є хибною, бо нервова система не отримує «інформацію» з навколишнього середовища, а сама створює світ, оскільки саме стан нервової системи визначає, що вважатиметься її «обуренням» і які його зміни викликають. Критерій знання — це ефективна поведінка, а також будь-яка інша, яку можна розглядати як когнітивний акт. Жити означає пізнавати, тобто проявляти ефективнсть у збереженні свого існування.
Розділ 8. Соціальні явища . Між організмами можуть виникати постійні взаємодії, що призводять до виникнення другорядних структурних сполучень (після клітин та метаклітинних). Незалежні індивідуальні онтогенези перетворюються на мережу коонтогенезів. Механізм такого сполучення у більшості гуртосімейних комах хімічний, тобто обмін речовинами (трофаллаксис), який контролює диференціацію функцій окремих особин. У суспільних хребетних більш гнучка координація поведінки, а тому відбувається по-різному: хімічно, візуально, акустично тощо. Виникає комунікація, тобто «координована поведінка, яку взаємно запускають один в одного члени соціальної єдності». З точки зору теорії, в комунікації немає «передачі інформації», адже те, що відбувається з організмом, його дії та сприйняття відбуваються внаслідок його власних внутрішніх процесів, а не під впливом зовнішнього середовища. «Феномен комунікації залежить не від того, що передається, а від того, що відбувається з тим, хто приймає інформацію». Так з'являється культурна поведінка, що є тим засвоєним в процесі «комунікативної динаміки соціального середовища» і, яка передається з покоління в покоління.
Розділ 9. Сфера лінгвістики та людська свідомість . Комунікативну поведінку, яка сформувалася в результаті навчання, називають лінгвістичною. Лінгвістична поведінка відбувається в лінгвістичному полі. Лінгвістичне поле — це всі варіанти лінгвістичної поведінки, яка виникає і змінюється в колективному коонтогенезі. Такі інгвістичні поля є також і у тварин. У тому випадку, коли лінгвістична поведінка стає об'єктом скоординованих рефлексивних лінгвістичних процесів — виникає мова . Разом з мовою, яка є знаряддям для опису дійсності, виникає і спостерігач. Мова дає змогу спостерігачу описувати лінгвістичну діяльність та її учасників, а також сприяє появі рефлексії ісвідомості. Так, наприклад, умови для появи свого «Я» можуть виникнути тоді, об'єктом спостереження стає ім'я іншої людини.
Розділ 10. Древо пізнання. В процесі пізнання ми самі творимо світ, який бачимо. Проте створюємо ми цей світ колективно разом із іншими людьми у просторі мови. Людина не може існувати без соціуму, а соціум, в свою чергу, існує лише поряд із любов'ю та розумінням інших людей.

## Видання та переклади
- Maturana HR, Varela FJ El Arbol del Conocimiento: Las Bases Biologicas del Coneixer Humano. Santiago: Editorial Universitaria, 1984.
- Maturana HR, Varela FJ Der Baum der Erkenntnist. Berna; Munchen; Vienna: Scherz Verlag, 1987.
- Maturana HR, Varela FJ Kundskabens Trae. Aarhus (Denmark): Ed. Ask, 1987.
- Maturana HR, Varela FJ L'Albero Della Conoscenza. Milano: Garzanti Editore, 1987.
- Maturana HR, Varela FJ The tree of knowledge: The biological roots of human understanding. Boston: Shambhala Publications, 1987.